# Ђеоађу-Бај (Хунедоара)
Ђеоађу-Бај (рум. Geoagiu-Băi) насеље је у Румунији у округу Хунедоара у општини Ђеоађу. Oпштина се налази на надморској висини од 336 m.

## Становништво
Према подацима из 2002. године у насељу је живело 419 становника, од којих су сви румунске националности.